# Howard the Duck (filme)
Howard the Duck (Brasil: Howard, o Super-Herói / Portugal: Howard e o Destino do Mundo) é um filme estadunidense dos gêneros ficção científica, ação e comédia lançado em 1986. Dirigido por Willard Huyck, o filme é estrelado por Lea Thompson, Jeffrey Jones e Tim Robbins. Baseado na história em quadrinhos homônima criada por Steve Gerber e publicada pela Marvel Comics, o filme foi produzido por Gloria Katz e escrito por Huyck e Katz, com George Lucas servindo como produtor executivo. O roteiro foi originalmente concebido para ser de um filme de animação, mas a adaptação cinematográfica teve que ser feita em live-action devido à questões de contrato.
George Lucas propôs adaptar Howard, o Pato para os cinemas após ele dirigir American Graffiti. Depois de múltiplas dificuldades de produção e respostas mistas nas audiências de testes, Howard the Duck foi lançado nos cinemas dos Estados Unidos em 1 de agosto de 1986. Após seu lançamento, o filme tornou-se um fracasso crítico e comercial e, nos anos seguintes, foi considerado um dos piores filmes já feitos em todos os tempos. Foi indicado a sete Framboesas de Ouro (vencendo quatro) e arrecadou cerca de US$ 15 milhões no seu país de origem em comparação com o orçamento de US$ 36 milhões. Apesar das críticas, o filme ganhou um status de cult entre os fãs da série original dos quadrinhos.

## Enredo
Howard, um pato antropofórmico de 27 anos de idade, vive em Duckworld, um planeta semelhante à Terra, mas habitado por outros patos como ele e orbitado por luas gêmeas. Enquanto ele está lendo a última edição da revista "Playduck", sua poltrona começa a tremer violentamente e o expulsa de seu prédio direto para o espaço sideral; Howard finalmente pousa na Terra, mais precisamente em Cleveland, no estado americano de Ohio. Ao chegar, Howard encontra uma mulher sendo atacada por bandidos. Ele os derrota usando um estilo único de artes marciais chamado de "Quack-Fu"; depois que os bandidos fogem, a mulher se apresenta como Beverly Switzlere e ela decide levar Howard para seu apartamento e deixá-lo passar a noite. No dia seguinte, Beverly leva Howard para Phil Blumburtt, um suposto cientista que Beverly espera poder ajudar Howard a retornar ao seu planeta de origem. Depois que Phil é revelado ser apenas um faxineiro em vez de um cientista, Howard se resigna à vida na Terra e rejeita a ajuda de Beverly. Ele logo se candidata a um emprego e consegue um trabalhando como um empregado em uma casa noturna da cidade. Devido a estresses no serviço, Howard pede demissão e procura por Beverly, que toca em uma singela banda feminina chamada Cherry Bomb. No clube onde as Cherry Bomb estão se apresentando, Howard se depara com o gerente do grupo e o confronta quando o empresário insulta as meninas; uma briga irrompe e Howard sai vitorioso, recuperando todo o dinheiro perdido que o homem havia surrupiado das garotas.
Howard reencontra Beverly nos bastidores após uma performance da banda no clube e a acompanha de volta para seu apartamento, onde Beverly o convence a ser o novo empresário do grupo; os dois começam a flertar, mas são interrompidos por Blumburtt e mais dois colegas, que revelam que um espectroscópio a laser que eles estavam testando foi mirado acidentalmente em direção ao planeta de Howard e o transportou para a Terra quando foi ativado; eles teorizam que Howard pode ser enviado de volta ao seu mundo através de uma reversão desse mesmo processo. Ao chegarem no laboratório, o espectroscópio a laser apresenta um mau funcionamento quando é ativado, aumentando a possibilidade de outra coisa ter sido transportada para a Terra; neste ponto, o Dr. Walter Jenning é possuído por uma forma de vida de uma região distante do espaço. Quando eles param um diner, a criatura se apresenta como um dos "Mestres Ocultos do Universo" e demonstra seu desenvolvimento de poderes mentais destruindo utensílios de mesa e condimentos no local; uma briga começa quando um grupo de caminhoneiros no restaurante começa a insultar Howard; em meio à confusão, Howard é capturado e quase morto pelo chef do restaurante, mas o Mestre Oculto no corpo de Jenning destrói o restaurante assustando e afugentando a todos; o Mestre Oculto foge e leva Beverly consigo, deixando Howard para trás.
Howard localiza Phil, que é preso por policiais devido a sua presença no laboratório sem autorização da segurança; depois de escaparem da polícia, Howard e Phil descobrem uma aeronave ultraleve que eles usam para irem atrás do Mestre Oculto e de Beverly. No laboratório, o Mestre Oculto amarra Beverly a uma cama de metal e planeja transferir outro de sua espécie para o corpo dela com o espectroscópio do Dr. Jenning; Howard e Phil chegam e aparentemente destroem o Mestre Oculto com um "desintegrador de nêutrons" experimental encontrado no laboratório, no entanto a criatura apenas saiu do corpo de Jenning; o Mestre Oculto, então, revela sua verdadeira forma neste momento, virando um enorme monstro. Howard dispara o desintegrador de nêutrons na enorme criatura, destruindo-a. Ele então destrói o espectroscópio a laser, impedindo que mais monstros do universo cheguem à Terra, mas também acabando com a única chance de Howard de retornar ao seu planeta.
Depois de um tempo, Howard torna-se o novo empresário das Cherry Bomb, com Phil trabalhando como assistente de palco durante os shows da banda; à essa altura, o grupo se consagra e passa a fazer muito sucesso. O filme se encerra com Howard tocando guitarra junto com Beverly no palco em uma apresentação das Cherry Bomb, ao mesmo tempo em que são ovacionados pela plateia.

## Elenco
- Chip Zien (voz) como Howard T. Duck
- Lea Thompson como Beverly Switzler
- Tim Robbins como Phil Blumburtt
- Jeffrey Jones como o Dr. Walter Jenning
- David Paymer como Larry
- Paul Guilfoyle como Tenente Welker
- Liz Sagal como Ronette
- Dominique Davalos como Cal
- Holly Robinson como K.C.
- Tommy Swerdlow como Ginger Moss
- Richard Edson como Ritchie
- Miles Chapin como Carter
- Paul Comi como Dr. Chapin
- Richard McGonagle como chefe de polícia
- Virginia Capers como a funcionária da agência de empregos
- Miguel Sandoval como o supervisor de entretenimento de bares
- William Hall como Oficial Hanson
- Brian Steele (voz não creditada) como o Mestre Oculto

## Produção

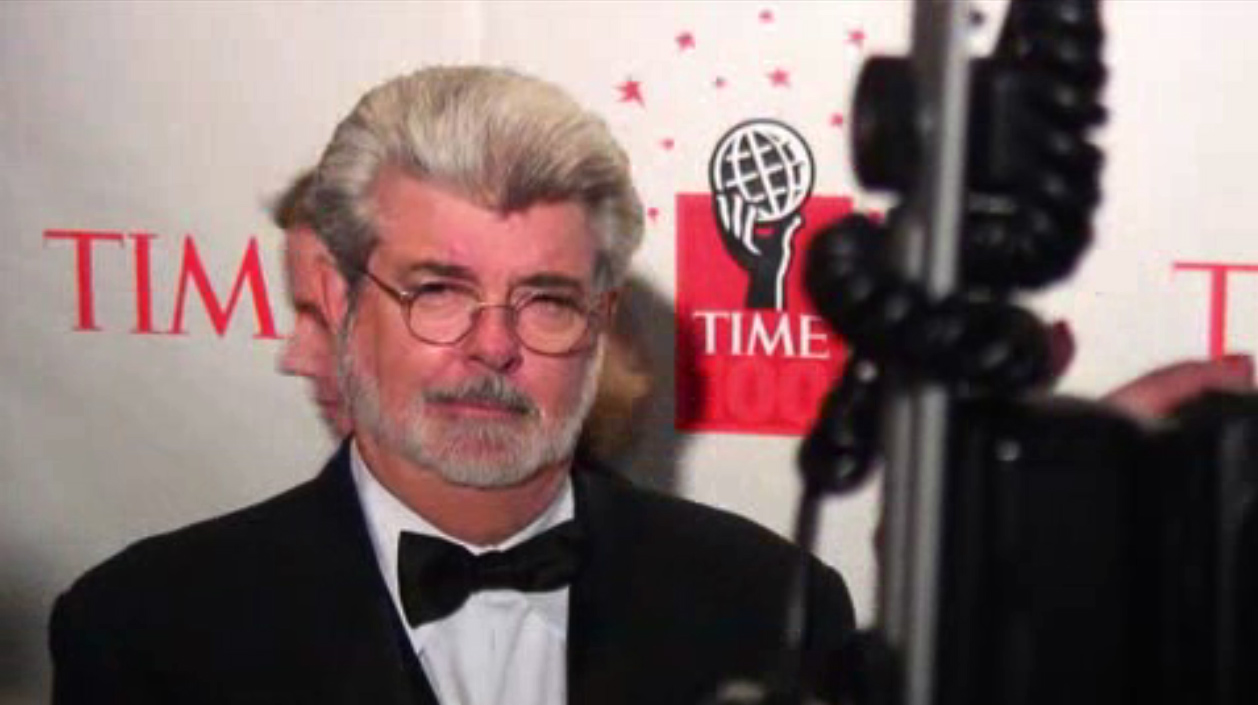
George Lucas deixou o cargo de presidente da Lucasfilm para se dedicar à produção de filmes, incluindo Howard the Duck.

George Lucas frequentou a escola de cinema com Willard Huyck e Gloria Katz, que mais tarde co-escreveu American Graffiti com Lucas. Depois que a produção do filme foi concluída, Lucas contou a Huyck e Katz sobre o gibi Howard, the Duck do desenhista Steve Gerber, descrevendo a HQ como sendo "muito engraçada" e elogiando seus elementos noir e absurdismo. Em 1984, Lucas renunciou à presidência da Lucasfilm para se concentrar na produção de filmes. Segundo o documentário A Look Back at Howard the Duck, Huyck, Katz e Lucas começaram a considerar seriamente a adaptação de Howard the Duck como um filme e se reuniram com Gerber para discutir o projeto. O relato de Steve Gerber é um pouco diferente: ele lembra que na época em que ele foi abordado para discutir o filme, Lucas ainda não estava envolvido no projeto.
O filme foi escolhido pela Universal Pictures depois de uma parceria com a Marvel Comics. De acordo com Marvin Antonowsky, "Sidney [Sheinberg] pressionou muito para a realização de Howard the Duck" porque o estúdio havia repassado projetos anteriores nos quais Lucas estava envolvido e que haviam sido muito bem sucedidos; Sheinberg negou qualquer envolvimento em Howard the Duck, alegando que ele nunca leu o roteiro. Huyck e Katz queriam que o filme fosse uma animação. Como a Universal precisava de um filme para um lançamento de verão, Lucas sugeriu que o filme poderia ser produzido em live-action, com efeitos especiais criados pela sua empresa Industrial Light & Magic.
O desenhista de produção Peter Jamison e o diretor de fotografia Richard Kline foram contratados para dar ao filme um visual semelhante ao de uma revista em quadrinhos colorida. Ao longo das filmagens, Huyck filmou múltiplos segmentos estabelecendo um "Duckworld", desenhada por Jamison. Na cena de abertura o horizonte exibido poderia ser facilmente descrito como o de Nova York, mas com duas luas visíveis no céu (em ângulos similares entre si como os dois sóis de Tatooine do filme Star Wars). O apartamento de Howard é cheio de adereços detalhados, incluindo livros e revistas com nomes fazendo referência ao "Mundo dos Patos". Como Lucas costumava trabalhar com atores anões ele facilmente contratou vários deles para trabalhar nessas sequências, uma vez que os habitantes de Duckworld são de baixa estatura.
A sequência do avião ultraleve foi difícil de filmar, exigindo intenso treinamento dos atores Tim Robbins e Ed Gale para poderem pilotar a aeronave; as locações para a cena também foram difíceis de se arranjar, a produção do filme só conseguiu rodar a sequência nas proximidades da cidade de Petaluma, Califórnia, após uma sugestão de um técnico de telefonia que trabalhava em São Francisco. Devido ao tempo de filmagem limitado, uma nova gravação precisou ser realizada, com a nova sequência a ser rodada em uma instalação naval em San Francisco sob temperaturas frias durante as filmagens. O filme custou cerca de trinta e seis milhões de dólares para ser produzido.
Embora a agenda de Steve Gerber geralmente o impedisse de estar presente durante as gravações, ele escolheu perder o lançamento da primeira edição da revista The Spectre para que ele pudesse assistir ao último dia de filmagem.

### Desenvolvimento
Huyck e Katz começaram a desenvolver idéias para o filme. Logo no início da produção, foi decidido que a personalidade do personagem seria diferente em relação às HQs originais de Gerber, na qual Howard era mais rude e arrogante para se tornar um personagem mais amigável. Gerber leu o roteiro e ofereceu seus comentários e sugestões. Além disso, Hyuck e Katz se encontraram com Gerber para discutir uma sequência de cenas envolvendo terror com a qual eles estavam tendo dificuldades.
Durante o processo de roteiro, uma ênfase mais forte foi colocada nos efeitos especiais em vez de mais piadas na história. No geral, o tom de humor do filme estaria em oposição diametral aos quadrinhos. Enquanto Katz declarou: "É um filme sobre um pato do espaço sideral... Não deveria ser uma experiência existencial... Nós deveríamos nos divertir com esse conceito, mas por alguma razão os críticos não conseguiram digerir isso". Gerber declarou que a série de quadrinhos era uma piada existencial, afirmando: "'Isso não é brincadeira! A risada cósmica, a piada mais engraçada do universo, os momentos mais sérios da vida e os momentos mais incrivelmente idiotas são muitas vezes distinguíveis apenas por um ponto de vista momentâneo. Qualquer um que não acredite nisso provavelmente não pode gostar de ler Howard, o Pato." No entanto, após o término das filmagens, Gerber afirmou que sentia que o filme era fiel ao espírito da história em quadrinhos e aos personagens de Howard e Beverly.
Nos primeiros esboços do roteiro foi proposto que o personagem iria cair no Havaí do espaço sideral. Huyck afirma que este enredo foi considerado porque "achamos que seria divertido filmar lá". De acordo com Katz, eles não quiseram explicar como Howard chegou à Terra inicialmente, mas depois reescreveram o roteiro para que o filme começasse no mundo natal de Howard. Huyck e Katz queriam incorporar elementos mais leves e bem-humorados e elementos mais sombrios de suspense. Katz afirma que alguns leitores ficaram confusos com os elementos sexuais do roteiro, pois não tinham certeza se o filme seria destinado a adultos ou crianças. Huyck e Katz escreveram o final deixando a história aberta para uma continuação, que nunca foi produzida.

### Adaptação
O filme foi originalmente planejado para ser uma animação baseado em roteiros de Bill Mantlo. Em particular, a história de "Duckworld" da edição número seis da revista Howard the Duck serviria de base para o roteiro. Uma obrigação contratual exigia que Lucas fornecesse um distribuidor para um filme de ação em live-action, então ele decidiu fazer o filme usando atores em carne e osso e usar efeitos especiais para Howard.
O roteiro alterou significativamente a personalidade do personagem-título, reproduziu a história com alguns tons de comédia, removeu os elementos surrealistas e adicionou elementos sobrenaturais que poderiam destacar o trabalho de efeitos especiais feito pela Industrial Light & Magic.
A história original que foi apresentada no filme foi originalmente adaptada para o formato de banda desenhada pelo escritor Danny Fingeroth e pelo artista Kyle Baker para ser publicada pela Marvel Comics. A adaptação apareceu tanto na Marvel Comics Super Special #41 quanto numa série limitada de três edições.

### Efeitos especiais
A Lucasfilm construiu animatrônicos, fantasias, trajes e fantoches para o filme. Devido ao tempo de preparação limitado, "patos" variados criados para o filme foram construídos com as proporções erradas. No primeiro dia de filmagem, a equipe percebeu a baixa qualidade dos efeitos quando descobriu que o interior do pescoço da marionete de Howard era visível quando sua boca se abria. Huyck reproduziu repetidamente cenas envolvendo Howard enquanto os animatrônicos eram aprimorados. Como vários manipuladores de marionetes estavam encarregados de controlar diferentes partes do corpo animatrônico, Huyck era incapaz de coordenar a filmagem apropriadamente. Na sequência de abertura, a cadeira de Howard é expulsa de seu apartamento por fios, que foram posteriormente apagados digitalmente por computador, um efeito que era incomum em 1986.
O dublador de Howard, Chip Zien, só trabalhou depois da conclusão das filmagens. Como a voz de Ed Gale era difícil de ouvir quando o boneco usava seu terno, Huyck ordenou que Gale realizasse suas cenas sem falar nenhum diálogo, que foi posteriormente sincronizado durante o processo de edição. O chefe de marionetes Tim Rose recebeu um microfone conectado a um pequeno orador, o que permitiria que Rose falasse o diálogo para ajudar os atores a responder ao diálogo de Howard. Enquanto usava seu terno, Gale só pôde ver através da boca de Howard e teve que sentir sua localização sem visão adequada. Gale muitas vezes teve que andar de costas para realizar as gravações. Entre as tomadas, um secador de cabelo foi colocado na costas do boneco de Howard para manter Gale refrescado devido ao suor provocado pela temperatura no interior da marionete. Gale gravou com dois dedos juntos para simular as mãos de três dedos criadas para o traje de Howard. Um total de seis atores deram performances físicas para Howard.
Gerber ficou impressionado com a aparência de Howard e comentou: "Foi muito estranho conhecê-lo e... Perceber não apenas que eu o criei - que teria sido bizarro o suficiente... Foi como se eu tivesse visto um filho que eu não sabia que tinha..."
Os maquiadores Tom Burman e Bari Dreiband-Burman juntamente com o ator Jeffrey Jones discutiram a aparência do Mestre Oculto com Huyck e Katz e desenvolveram uma aparência de forma progressiva para o personagem. Quando a filha de Katz visitou o set durante as filmagens ela ficou apavorada com a aparência de Jones em sua maquiagem. A sequência do diner combina efeitos físicos, incluindo explosões, estilhaços e luzes falhando, com efeitos visuais criados pela Industrial Light & Magic. O designer de som Ben Burtt criou a voz do Mestre Oculto alterando a voz de Jeffrey Jones enquanto seu personagem se transformava. Os efeitos de stop motion para o monstro durante duelo no laboratório foram projetados por Phil Tippett, que começaram com um modelo de barro antes de atualizar para peças mais sofisticadas.

### Escolha do elenco

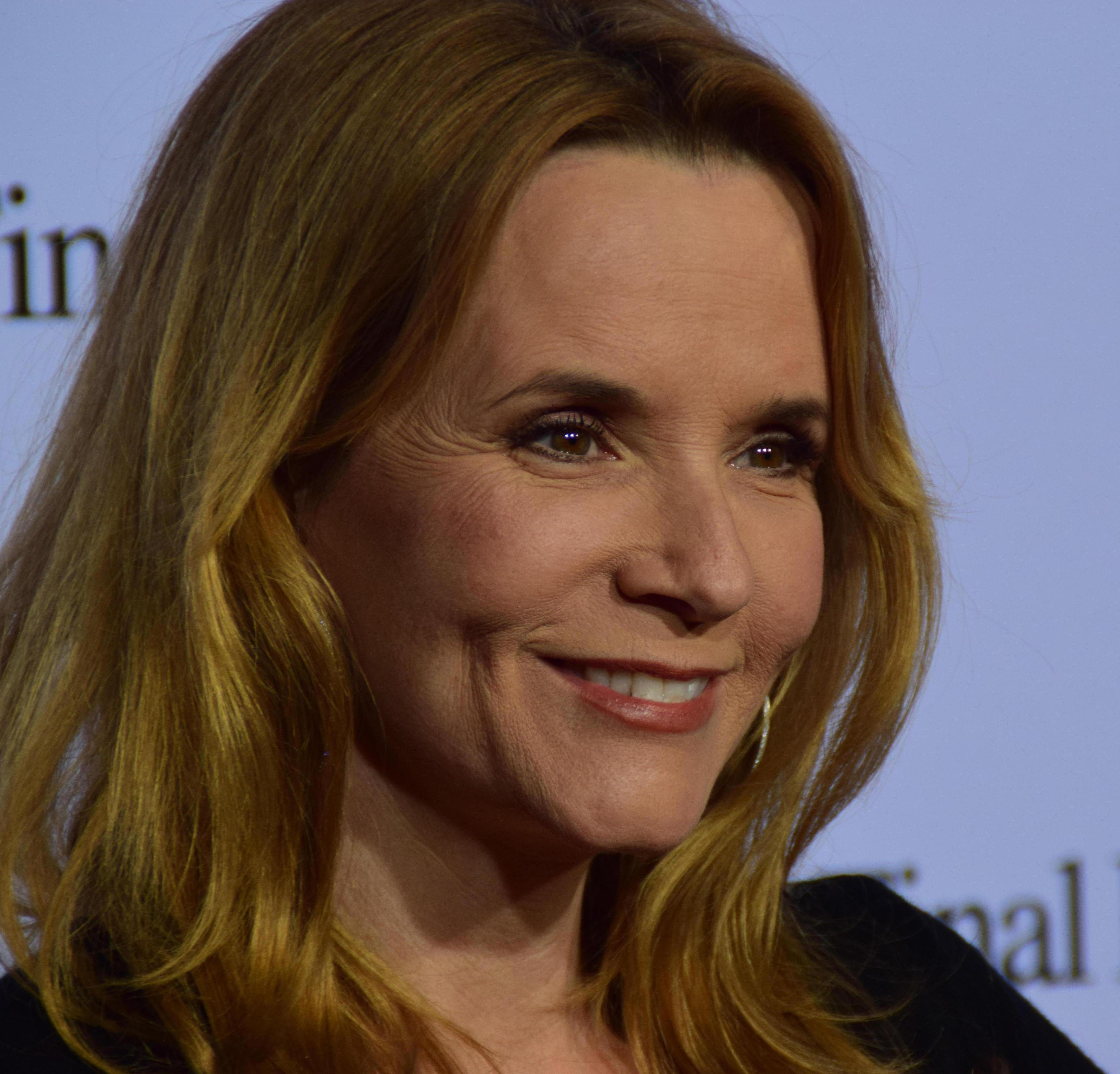
Lea Thompson foi escolhida para atuar como Beverly Switzlere. Thompson treinou canto e coreografia para interpretar a personagem.

Depois de fazer um teste com várias atrizes, cantoras e modelos para o papel de Beverly, Lea Thompson foi escalada para o papel por causa de sua aparição em Back to the Future; Thompson comprou roupas de brechós porque queria aparecer na audição de testes "lembrando as cantoras Madonna e Cyndi Lauper"; durante as filmagens, Thompson reclamou que os cineastas escolheram filmar o apartamento de Howard antes de sua personagem Beverly; Thompson também afirma que lamentou não usar uma peruca uma vez que seu penteado demorava duas horas por dia para ser preparado. Jeffrey Jones foi escalado devido ao seu desempenho em Amadeus. Embora Tim Robbins não tenha aparecido em muitos filmes, Huyck e Katz estavam confiantes de que ele estava certo para o papel de Phil Blumburtt.
Para desempenhar o papel físico de Howard, Huyck e Katz fizeram ligações com atores anões, eventualmente escalando um ator infantil e contratando Ed Gale, que havia sido rejeitado por ser alto demais para o papel, para realizar acrobacias e retratar o papel durante as cenas noturnas. O ator infantil afirmou que as condições de filmagem dificultavam sua atuação e os editores do filme não conseguiram combinar as sequências do dia e da noite por conta da diferença nas duas fotografias principais. Como Gale também serviu como substituto, ele assumiu o papel de Howard quando o ator infantil não poderia atuar.
Depois que o filme foi finalizado, Huyck e Katz fizeram um teste com John Cusack, Jason Alexander e Martin Short para a voz de Howard, eventualmente testando Chip Zien, porque sentiam que sua voz nasal funcionava bem para o papel. Como a voz de Howard não foi emitida até o processo de edição do filme ser iniciado, a sincronização foi extremamente difícil.

## Trilha sonora
A trilha sonora instrumental do filme foi composta por John Barry; Thomas Dolby escreveu as canções do filme e a banda Cherry Bomb as interpretou. A atriz Lea Thompson precisou realizar aulas de canto para fazer o seu papel, apesar de afirmar que os cineastas não tinham certeza se manteriam seus vocais no filme final. Thompson também foi obrigada a aprender coreografia juntamente com as outras atrizes que interpretaram as outras integrantes da banda e gravar as músicas para que pudessem ser sincronizadas durante as filmagens. A sequência final, onde o grupo Cherry Bomb executa a música-título do filme, foi filmada em frente a uma platéia ao vivo em um auditório em San Francisco; a canção foi co-escrita por Dolby e George Clinton. Gale foi coreografado para dançar e tocar guitarra como Howard fez no fim do filme e Dolby construiu uma guitarra especial para que Gale pudesse usar nos ensaios e filmagens.

## Recepção

### Crítica

Os seis atores que deram performances físicas a Howard receberam o prêmio Framboesa de Ouro na categoria "Pior Revelação". A aparência de Howard no filme foi geralmente vista como "não convincente".

Howard the Duck foi amplamente criticado pela audiência em geral; o site agregador de crítcas Rotten Tomatoes dá ao filme uma pontuação de 15% com base em 48 avaliações, com uma classificação média de 2,55/10, tornando-se a produção de pior avaliação da Lucasfilm no site; o consenso diz: "Embora tenha seus momentos, Howard the Duck sofre de um tom desigual e performances medíocres". Os escritores da revista Orange Coast Marc Weinberg e Leonard Maltin criticaram a decisão do filme ser produzido em live-action; Maltin descreveu o filme como uma "bagunça sem nenhuma esperança de reputação... Uma produção gigantesca que produziu uma dor de cabeça gigantesca". A revista People pareceu concordar: "A Lucasfilm prometeu-nos 'o Pato Selvagem que caiu na Terra'; o resultado acabou por ser mais parecido com um 'Xanaduck' [...]"; o crítico também repudiou a aparência de Howard por "não ser convincente devido à sua boca mal funcionante e face inexpressiva". Alguns críticos também rasgaram críticas sobre a atuação dos atores e acharam o "humor do filme fraco", classificando-o como chato. Em The Psychotronic Video Guide Michael Weldon descreveu a aparência de Howard como sendo inconsistente, mas elogiou os efeitos especiais de stop-motion nas sequências finais do filme. O filme recebeu sete indicações ao prêmio Framboesa de Ouro em 1987, incluindo Pior Ator Coadjuvante (Tim Robbins), Pior Diretor (Willard Huyck) e Pior Música Original ("Howard the Duck") e ganhando nas categorias de Pior Roteiro, Pior Revelação (os diversos atores que intercalaram na atuação de Howard dentro do boneco), Piores Efeitos Visuais e Pior Filme, com o último prêmio dividido com Under the Cherry Moon. O filme também foi eleito o pior do ano pela Stinkers Bad Movie Awards.

### Comercial
O filme foi considerado um fracasso de bilheteria, uma vez que arrecadou apenas US$ 16.295.774 nos Estados Unidos e mais US$ 21.667.000 em todo o mundo, totalizando US$ 37.962.774, pouco menos de US$ 1 milhão acima do orçamento de produção, que foi de cerca de US$ 36 milhões. Gloria Katz afirma que quando o filme final foi exibido para os diretores da Universal Pictures os executivos do estúdio saíram sem comentar sobre o filme; as triagens das audiências de teste foram atendidas com resposta mista. Boatos circulam dizendo que os chefes de produção da Universal, Frank Price e Sidney Sheinberg, se envolveram em uma briga após discutir sobre quem era o culpado pela iluminação verde do filme; ambos os executivos negaram os rumores. As notícias da época especularam que um ou ambos seriam demitidos pelo presidente da MCA, Lew Wasserman. Price logo deixou o estúdio e foi sucedido por Tom Pollack. Um artigo intitulado "DUCK Cooks Price's Goose" da edição de 17 de setembro de 1986 da revista Variety atribuiu sua saída ao fracasso do filme, embora Price não tenha aprovado a produção do filme. Após o fiasco de bilheteria, Huyck e Katz foram para o Havaí e se recusaram a comentar as resenhas do filme.
Em 2014 o Los Angeles Times classificou o filme como um dos fracassos de bilheteria mais caros de todos os tempos.

## Mídia doméstica
Howard the Duck foi lançado em VHS e Laserdisc em janeiro de 1987; o filme também foi lançado em um edição especial em DVD pela Universal Studios Home Entertainment em 10 de março de 2009. Em 2016 o filme foi lançado em Blu-ray no dia 8 de março daquele ano.

## Romantização
Uma romantização de Howard the Duck foi escrita pelo ex-editor da National Lampoon Ellis Weiner. Apesar da reação negativa ao filme a novelização alcançou um culto de seguidores nos últimos anos. Em uma resenha de 2016, a Den of Geek escreveu:
| “ | À luz do 30º aniversário da estréia cinematográfica de Howard relemos esta obra-prima de 232 páginas e podemos dizer sem qualquer senso de ironia imparcial ou capricho manufaturado que o trabalho de Weiner estaria em casa entre os trabalhos de Douglas Adams, Kurt Vonnegut e Daniel Manus Pinkwater na seção ficção científica/humor da sua biblioteca pessoal. | ” |

## Legado
A reação ao filme teve um efeito negativo no elenco, que se viu incapaz de trabalhar em outros projetos por causa de Howard. A má reputação do filme pela imprensa logo na semana de estreia teve Lea Thompson aceitando um papel em Some Kind of Wonderful, que ela havia recusado anteriormente, porque, nas palavras dela, "eu tive que voltar a atuar em outro filme imediatamente, eu não teria feito o filme se Howard não fosse tão mal-recebido".
De acordo com Ed Gale, ele foi contratado para fazer uma ponta em Spaceballs porque Mel Brooks havia dito: "Qualquer um que atuou em Howard the Duck pode estar no meu filme". Gale também disse que recebe mais cartas de fãs por ter retratado Howard do que pelas suas performances de Chucky, o antagonista da série de filmes de terror Child's Play. Após o lançamento do filme, Huyck e Katz escolheram trabalhar em projetos mais dramáticos para tentar livrar suas imagens da negatividade de Howard the Duck. Katz disse que George Lucas continuou a apoiar o filme mesmo depois de seu fracasso porque ele sentiu que a produção seria vista mais tarde "sob uma luz melhor do que na época de seu lançamento". Willard Huyck disse que mais tarde encontrou fãs e simpatizantes do filme que achavam que ele tinha sido injustiçado pelos críticos. Lea Thompson declarou que ela se divertiu fazendo o filme e está feliz em encontrar fãs "cultuando Howard the Duck mesmo com toda sua grande tolice e defeitos".
Em junho de 2012, a série do YouTube Marvel Superheroes: What the--?! apresentou um episódio estrelado por Howard queixando-se com a Marvel de que seu filme não recebeu um relançamento especial em Blu-ray para celebrar seu 25º aniversário; no episódio, Howard tenta convencer Joe Quesada a apelar e subornar George Lucas para apoiar o relançamento.
O escritor Chip Zdarsky, que desenhou os quadrinhos de Howard na década de 2010, revelou que era fã do filme e no ano de 2016 idealizou uma edição da HQ com um título que fazia referências metaficcionais ao filme; na história, Lea Thompson avisa a Howard que descobriu que o vilão Mojo a havia hipnotizado para ela interpretar Beverly ao lado de um alienígena fantasiado de Howard.

## Sequência cancelada
Em julho de 1986, Willard Huyck e Gloria Katz afirmaram que deixaram o final do filme em aberto para uma sequência que eles estavam interessados em fazer. No entanto, após o filme fracassar nas bilheterias dos cinemas, as conversações de uma continuação cessaram.